# Chelonus krombeini
Chelonus krombeini är en stekelart som beskrevs av Mccomb 1968. Chelonus krombeini ingår i släktet Chelonus och familjen bracksteklar. Inga underarter finns listade i Catalogue of Life.